# Nick Petrecki
Nicholas Griffin "Nick" Petrecki, född 11 juli 1989, är en amerikansk professionell ishockeyspelare som spelar för San Jose Sharks i NHL.
Han draftades i första rundan i 2007 års draft av San Jose Sharks som 28:e spelare totalt.